# Hojo Ujimasa

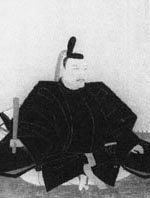
Hojo Ujimasa

Hojo Ujimasa (北条氏政; 1538 - 10 augustus 1590) was het vierde hoofd van de late Hojo-clan, en daimyo van kasteel Odawara tijdens de Japanse Sengoku-periode. Hij was de oudste zoon van Hojo Ujiyasu en volgde zijn vader op na diens dood in 1571.
Ujimasa leidde de Hojo in meerdere veldslagen en consolideerde de positie van de clan. In 1590 trad hij af als hoofd van de Hojo-clan, ten gunste van zijn zoon Hojo Ujinao. Later datzelfde jaar verloren ze echter de slag om Odawara, hun thuisbasis, tegen de troepen van Toyotomi Hideyoshi. Ujimasa werd gedwongen zelfmoord of seppuku te plegen samen met zijn broer Ujiteru.
Zoals veel samoerai die seppuku pleegden na een vernederende nederlaag, schreef Ujimasa een doodsgedicht. Hieronder de oorspronkelijke Japanse tekst en vertaling:
Herfst wind van de avond
Blaas de zich verzamelende wolken weg
Over het pure licht van de maan.
En de mist die onze geest vertroebelt
Wordt ook jij weggeblazen.
(雨雲の おほへる月も 胸の霧も はらひにけりな 秋の夕風)
Nu verdwijnen we
Well, wat moeten we ervan denken?
We kwamen vanuit de hemel
Nu wordt het ons toegestaan terug te keren
Dat is tenminste een manier om ernaar te kijken.
(我が身今　消ゆとやいかに　思ふべき　空より来たり　空へ帰れば)
(吹きとふく 風な恨みそ 花の春 紅葉も残る 秋あらばこそ)